# Ломовка (міський округ місто Кулебаки)
Ломовка (рос. Ломовка) — село в Кулебацькому міському окрузі Нижньогородської області Російської Федерації.
Населення становить 1536 осіб. Входить до складу муніципального утворення Міський округ місто Кулебаки.

## Історія
Раніше населений пункт належав до ліквідованого 2015 року Кулебацького району. До 2015 року входило до складу муніципального утворення Тепловська сільрада.

## Населення
| 2002 | 2010  |
| ---- | ----- |
| 1593 | ↘1536 |